# Lojas Riachuelo
Riachuelo (também estilizado como RCHLO) é uma rede de lojas de departamento brasileira pertencente ao Grupo Guararapes Confecções. É a terceira maior rede de lojas de departamento no Brasil, após as varejistas C&A e Lojas Renner. Seu proprietário é o empresário pernambucano Flávio Rocha.
Em 2013, a empresa foi eleita a marca de moda mais valiosa do Brasil, avaliada em US$ 690 milhões, ocupando o 33º lugar da lista das 100 marcas mais valiosas do país segundo a Brand Finance.

## Origens e história

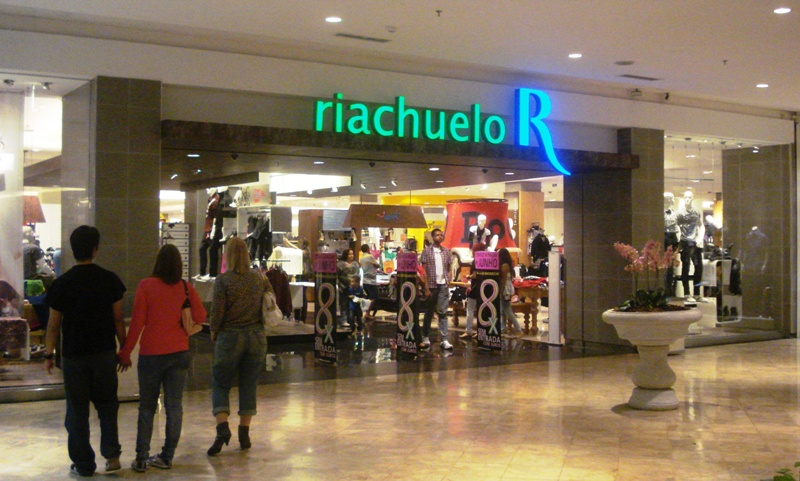
Filial no Park Shopping, em Brasília.

A história da Guararapes teve início em 1947, quando os irmãos Nevaldo e Newton Rocha abriram sua primeira loja de roupas chamada "A Capital", em Natal, no Rio Grande do Norte. Quatro anos depois, a empresa implantou uma pequena confecção no Recife em Pernambuco, e adquiriu vários pontos de venda em um momento em que o mercado de roupas no nordeste começava a se desenvolver.
O Grupo Guararapes Confecções foi criado no Recife em 1956, com pequenas lojas focado na venda de tecidos mais baratos. Em 1979, a empresa comprou a Riachuelo fazendo uma reestruturação na empresa fornecendo apenas roupas prontas com lojas maiores oferecendo peças a preço de custo para concorrer com outras empresas do ramo.
Devido a ascensão das vendas informais na década de 80, a empresa iniciou um processo de concordata. Com o esforço feito pelo seu presidente, Nevaldo Rocha, a Riachuelo passou novamente por uma nova reestruturação trazendo estilistas conhecidos para dar nome a uma coleção de roupas, o formato é mais conhecido como fast fashion em outros países, originalmente lançada pela marca espanhola Zara.

## Marca
Em 2008, foi feita uma modificação no logotipo com letras em maiúsculas, com cores limpas e com um R estilizado. Em dezembro de 2013, foi anunciado uma nova identidade para a marca e a abreviação RCHLO da empresa. Ricardo Van Steen, responsável pela mudança comentou sobre a forte influência nas redes sociais na nova marca e acrescentou dizendo: "A abreviação de palavras é muito utilizada".

### Coleções
O primeiro estilista a desenhar uma roupa para a marca foi Ney Galvão, na década de 80.
Em julho de 2013, a Riachuelo firmou uma parceria com a Daslu para lançar uma coleção para a marca. Segundo o presidente da empresa pertencente a Daslu, o produto é em sua totalidade feito pela Riachuelo, exceto os desenhos e a assinatura da coleção.
Em novembro de 2014, foi a vez da parceria com Versace, famosa marca italiana. Na qual a própria estilista da marca Donatella Versace veio pessoalmente ao São Paulo Fashion Week apresentar a coleção para cerca de 700 convidados.
A coleção de Alto Verão 2014 foi inspirada no destino de Aruba e contou com as modelos Luana Teifke, Cintia Dicker, Emanuela de Paula e Mihaly Martins, com fotografia de Bob Wolfenson e participação especial do Making Of da apresentadora e blogueira Marimoon. A produção contou com a parceria da Autoridade de Turismo de Aruba sob o comando da executiva de comunicação Natasha Sá Osório.
Para Abril de 2016, a Riachuelo anunciou sua colaboração com famoso estilista alemão Karl Lagerfeld, Designer Chefe e Diretor Criativo da grife francesa Chanel e também da italiana Fendi. A linha desembarca com 75 itens e preços entre R$ 49,90 e R$ 399,90.

## Propriedades
Em 1982, foi lançada a marca Pool, com Ayrton Senna sendo o primeiro divulgador da marca no país. Ela foi tirada do mercado várias vezes. Em março de 2009, a marca Ralph Lauren ( verdadeira polo ) comprou a pequena marca como um bom investimento para o Brasil que logo depois retornou as vendas voltada aos jovens.
Em outubro de 2012, a primeira loja Riachuelo Mulher foi lançada na cidade de São Paulo.

## Condenação
No mês de janeiro de 2016, o grupo Riachuelo foi condenado a pagar pensão vitalícia a uma de suas ex-funcionárias. A costureira era pressionada a produzir cerca de mil peças de bainha por jornada. A meta, por hora, era colocar elástico em 500 calças ou costurar 300 bolsos. Na ação, ela diz que muitas vezes evitava beber água para diminuir suas idas ao banheiro. Idas que, segundo ela, eram controladas pelo encarregado mediante o uso de fichas. Em 2012, o grupo fez um acordo com o Ministério Público do Trabalho, no qual se comprometeu a pagar uma multa de R$ 3 milhões por violações de direitos trabalhistas em suas fábricas.